# Markgrafneusiedl
Markgrafneusiedl è un comune austriaco di 835 abitanti nel distretto di Gänserndorf, in Bassa Austria.